# Stožok
Stožok este o comună slovacă, aflată în districtul Detva din regiunea Banská Bystrica. Localitatea se află la altitudinea de 406 m deasupra n.m., se întinde pe o suprafață de 8,95 km2 și în 2017 număra 1.021 de locuitori.

## Istoric
Localitatea Stožok este atestată documentar din 1773.

## Demografie
| An:                | 1994 | 2004   | 2014    | 2024   |
| ------------------ | ---- | ------ | ------- | ------ |
| Număr de persoane: | 720  | 704    | 1000    | 1195   |
| Diferență:         |      | −2,22% | +42,04% | +19,5% |

| An:                | 2023 | 2024   |
| ------------------ | ---- | ------ |
| Număr de persoane: | 1162 | 1195   |
| Diferență:         |      | +2,83% |